# Sergiu Balan
Sergiu Balan (auch Serghei Balan; * 15. August 1987 in Chișinău, Moldauische SSR, Sowjetunion) ist ein ehemaliger moldauischer Biathlet.
Sergiu Balan lebt und trainierte in Chișinău und startete für den örtlichen Armeesportklub. Er betreibt seit 2000 Biathlon und wird von Nadejda Bria trainiert. Der Student bestritt sein erstes internationales Rennen im Rahmen der Junioren-Weltmeisterschaften 2005 in Kontiolahti und wurde 74. des Sprints. Seit der Saison 2005/06 betritt er auch Rennen im Junioren-Europacup. Höhepunkt des Jahres 2006 wurden die Junioren-Europameisterschaften, an denen Balan in Langdorf ohne nennenswerte Ergebnisse zu erzielen teilnahm. Auch bei den Junioren-Weltmeisterschaften 2007 in Martell erzielte der Athlet nur Resultate jenseits des 80. Platzes. Seine dritten und letzten Junioren-Weltmeisterschaften lief er 2008 in Ruhpolding, wo er sich ähnlich den Vorjahres-Resultaten platzierte. Auch bei den Junioren-Europameisterschaften kurz darauf in Nové Město na Moravě platzierte sich Balan nur auf hinteren Plätzen.
Bei den Sommerbiathlon-Weltmeisterschaften 2008 in der Haute-Maurienne trat Balan in der Mixed-Staffel an und wurde mit Natalia Levcencova, Alexandra Camenșcic und Victor Pînzaru Sechster. Seit der Saison 2008/09 tritt er im IBU-Cup der Herren an. Nachdem er in Obertilliach bei seinem ersten Sprint noch 119. wurde, stabilisierte er in der Folgezeit seine Ergebnisse im Bereich der 70er- und 80er-Ränge. In Osrblie verpasste er mit niedrigen 40er-Platzierungen sogar knapp die ersten Punktgewinne. Höhepunkt der ersten Herren-Saison Balans wurde die Teilnahme an den Biathlon-Weltmeisterschaften 2009 in Pyeongchang, wo vor allem ein 91. Platz im Einzel vergleichsweise gut war und er zudem 105. des Sprints wurde. Letztmals im Weltcup startete er in der Saison 2009/10.
Sporadisch trat Balan auch in Skilanglauf-Wettbewerben an, meist im Skilanglauf-Alpencup oder bei nationalen Meisterschaften. Bei den Olympischen Winterspielen 2006 in Turin gehörte Balan zum Aufgebot Moldaus für den Langlauf-Sprint, wurde jedoch nicht eingesetzt. Zudem startete er bei den Nordischen Skiweltmeisterschaften 2009 in Liberec und lief dort im Sprintwettbewerb auf den 100. Platz. Bei den Olympischen Winterspielen 2010 in Vancouver errang er den 86. Platz über 15 km Freistil.

## Weltcupstatistik
Die Tabelle zeigt alle Platzierungen (je nach Austragungsjahr einschließlich Olympische Spiele und Weltmeisterschaften).
- 1.–3. Platz: Anzahl der Podiumsplatzierungen
- Top 10: Anzahl der Platzierungen unter den ersten zehn (einschließlich Podium)
- Punkteränge: Anzahl der Platzierungen innerhalb der Punkteränge (einschließlich Podium und Top 10)
- Starts: Anzahl gelaufener Rennen in der jeweiligen Disziplin

| Platzierung         | Einzel | Sprint | Verfolgung | Massenstart | Staffel | Gesamt |
| ------------------- | ------ | ------ | ---------- | ----------- | ------- | ------ |
| 1. Platz            |        |        |            |             |         |        |
| 2. Platz            |        |        |            |             |         |        |
| 3. Platz            |        |        |            |             |         |        |
| Top 10              |        |        |            |             |         |        |
| Punkteränge         |        |        |            |             |         |        |
| Starts              | 4      | 6      |            |             |         | 10     |
| Stand: Karriereende |        |        |            |             |         |        |